# Fifth Third Charleston 125 2024-2/Qualifikation
Dieser Artikel zeigt die Ergebnisse der Qualifikationsrunde für das Fifth Third Charleston 125 2024-2 des Damentennis. Insgesamt nahmen 8 Spielerinnen an der Qualifikation teil, die am 18. November 2024 stattfand. Vier Spielerinnen qualifizierten sich für das Hauptfeld des Turniers. Dazu kam Kayla Cross als Lucky Loser.

## Einzel

### Setzliste
| Nr. | Spielerin          | Erreichte Runde |
| --- | ------------------ | --------------- |
| 01. | Miriam Bulgaru     | qualifiziert    |
| 02. | Kayla Cross        | Lucky Loser     |
| 03. | Gabriela Lee       | qualifiziert    |
| 04. | Ekaterine Gorgodse | qualifiziert    |

Zeichenerklärung
- Q = Qualifikant
- WC = Wildcard
- LL = Lucky Loser
- ITF = qualifiziert über ITF-Ranking
- ALT = alternate (Ersatz)
- PR = Protected Ranking
- SE = Special Exempt
- r = retired (Aufgabe)
- d = Disqualifikation
- w.o. = walkover
- [ ] = Match-Tie-Break

### Ergebnisse
|  | Qualifikationsrunde |                    |   |   |   |
|  |                     |                    |   |   |   |
|  | 1                   | Miriam Bulgaru     | 3 | 6 | 6 |
|  |                     | Ayana Akli         | 6 | 3 | 4 |
|  |                     |                    |   |   |   |
|  | 2                   | Kayla Cross        | 3 | 1 |   |
|  |                     | Alana Smith        | 6 | 6 |   |
|  |                     |                    |   |   |   |
|  | 3                   | Gabriela Lee       | 6 | 6 |   |
|  |                     | Jamie Loeb         | 2 | 3 |   |
|  |                     |                    |   |   |   |
|  | 4                   | Ekaterine Gorgodse | 6 | 6 |   |
|  |                     | Dalayna Hewitt     | 2 | 0 |   |